# Heteropoda tetrica
Heteropoda tetrica là một loài nhện trong họ Sparassidae.
Loài này thuộc chi Heteropoda. Heteropoda tetrica được Tord Tamerlan Teodor Thorell miêu tả năm 1897.